# Maschito
Maschito est une commune italienne d'environ 1 570 habitants, située dans la province de Potenza, dans la région Basilicate, en Italie méridionale.

## Histoire
La commune abrite une forte communauté arbëresh, Albanais installés ici au XVe siècle, fuyant l’avance ottomane. Ces Albanais ont gardé une forte identité, parlant toujours leur langue, l'arbërisht. Dans leur dialecte, albanais teinté d'italien, le village se nomme Mashqiti.
De septembre à octobre 1943, la ville fut la capitale de la République partisane de Maschito, qui fut ensuite dissoute lors de la reconquête de la ville par les troupes de la République sociale italienne. 

## Administration
| Période                                  | Période  | Identité                    | Étiquette                                                   | Qualité                   |
| ---------------------------------------- | -------- | --------------------------- | ----------------------------------------------------------- | ------------------------- |
| 1944                                     | 1945     | Giuseppe Guglielmucci       | Monarchique                                                 | Maire nommé par le préfet |
| 1945                                     | 1946     | Giovanni Nocitra            |                                                             | Commissaire préfectoral   |
| 1946                                     | 1947     | Giuseppe Santojanni         | Démocratie chrétienne                                       | Maire                     |
| 1947                                     | 1950     | Achille Savino              | Démocratie chrétienne                                       | Maire                     |
| 1950                                     | 1951     | Alvaro Gomez y Paloma       |                                                             | Commissaire préfectoral   |
| 1951                                     | 1952     | Antonio Facciuto            |                                                             | Commissaire préfectoral   |
| 1952                                     | 1956     | Antonio Facciuto            | Démocratie chrétienne                                       | Maire                     |
| 1956                                     | 1960     | Domenico Allamprese         | Parti communiste - Parti socialiste                         | Maire                     |
| 1960                                     | 1962     | Giuseppe Auletta            | Parti communiste - Parti socialiste                         | Maire                     |
| 1962                                     | 1963     | Pasquale Locuratolo         |                                                             | Commissaire préfectoral   |
| 1963                                     | 1967     | Giuseppe Giuratrabbocchetti | Démocratie chrétienne                                       | Maire                     |
| 1967                                     | 1978     | Rocco Russo                 | Démocratie chrétienne                                       | Maire                     |
| 1978                                     | 1985     | Oreste Carlo Mario Dinella  | Parti communiste (Coalition avec le Parti socialiste)       | Maire                     |
| 1985                                     | 1988     | Donato Mecca                | Parti communiste (Coalition avec le Parti socialiste)       | Maire                     |
| 1988                                     | 1993     | Paolo Montrone              | Démocratie chrétienne                                       | Maire                     |
| 1993                                     | 2001     | Donato Grieco               | Démocrates de gauche                                        | Maire                     |
| 2001                                     | 2006     | Elio Gilio                  | Démocrates de gauche(Coalition avec L'Olivier)              | Maire                     |
| 2006                                     | 2006     | Filomena Civiello           | Parti de la refondation communiste(Coalition avec L'Unione) | Maire                     |
| 2006                                     | 2007     | Fulvia Zinno                |                                                             | Commissaire préfectoral   |
| 2007                                     | En cours | Antonio Mastrodonato        | Maison des libertés                                         | Maire                     |
| Les données manquantes sont à compléter. |          |                             |                                                             |                           |

### Communes limitrophes
Forenza, Ginestra, Palazzo San Gervasio, Venosa